# Denmark Open 1982
Die Denmark Open 1982 im Badminton fanden vom 17. bis zum 20. März 1982 in Kopenhagen statt. 

## Finalergebnisse
| Disziplin    | Sieger                      | Finalist                       | Ergebnis           |
| ------------ | --------------------------- | ------------------------------ | ------------------ |
| Herreneinzel | Morten Frost                | Prakash Padukone               | 15-7, 15-8         |
| Dameneinzel  | Wu Jianqiu                  | Xu Rong                        | 11-5, 11-0         |
| Herrendoppel | Park Joo-bong Lee Eun-ku    | Christian Hadinata Lius Pongoh | 15-9, 11-15, 18-16 |
| Damendoppel  | Lin Ying Wu Dixi            | Xu Rong Wu Jianqiu             | 15-12, 15-3        |
| Mixed        | Thomas Kihlström Nora Perry | Martin Dew Gillian Gilks       | 15-11, 15-9        |